# Robert Putnam
Robert David Putnam (* 9. leden 1941 Rochester, New York) je americký politolog, profesor Harvardovy univerzity. Je znám především svou dvoustupňovou teorií hry, která popisuje dominanci domácí politiky v mezinárodních jednáních – Putnam soudí, že mezinárodní jednání jsou úspěšná tehdy, když jejich aktérům přinášejí benefity v domácí politice. Jeho klíčovým předmětem zájmu je tzv. sociální kapitál, kterýmžto pojmem Putnam označuje tzv. horizontální vazby ve společnosti, na nichž je dle něj závislé přežití demokracie.

## Život
Robert Putnam se narodil v Rochesteru ve státě New York roku 1941, poté co se jeho otec vrátil z války se rodina usadila v Port Huron v Ohiu, kde vyrůstal. Putnam promoval s nejvyšším vyznamenáním na Swarthmore College v roce 1963 a poté po dobu jednoho roku studoval na Oxfordské univerzitě (Balliol College) v Anglii.
Na Yaleově Univerzitě obdržel tituly M.A. roku 1965 a Ph.D. roku 1970.
Putnam roku 1968 nastoupil na politologickou fakultu University of Michigan jako přednášející a později se stal profesorem. V roce 1979 začal pracovat na Harvardově univerzitě a později byl jmenován profesorem politologie (1989) a  Stanfield Professor of International Peace  (1996). Putnam působil v různých administrativních funkcích, mimo jiné jako děkan školy Johna F. Kennedyho (1989–1991).
Robert D. Putnam je profesorem veřejné politiky na 'Harvardově univerzitě. Profesor Putnam je členem Národní akademie věd, korespondentem Britské akademie a bývalým prezidentem Americké asociace politických věd. V roce 2006 získal Cenu Skytte, politologické ocenění, a v roce 2012 obdržel od prezidenta Obamy medaili National Humanities Medal, nejvyšší státní vyznamenání za příspěvky humanitním vědám. The London Sunday Times ho nazval „nejvlivnějším akademikem na světě“.
Napsal 15 knih včetně knihy Bowling Alone: The Collapse and Revival of American Community, a Our Kids: The American Dream in Crisis. Putnamova kniha z roku 2010 American Grace: How Religion Divides and Unites us, jejímž spoluautorem je David Campbella, získala cenu Woodrow Wilson Foundation za rok 2011 Americké asociace politické vědy za nejlepší knihu o vládě, politice nebo mezinárodních záležitostech.
Jeho kniha „Making Democracy Work“ byla oceněna jako „velké dílo sociální vědy, hodné postavit se vedle de Tocqueville, Pareto a Webera“. Making Democracy Work a Bowling Alone patří mezi nejcitovanější publikace v sociálních vědách na světě za poslední půlstoletí.
Putnam spoluzaložil seminář Saguaro, který spojil přední myslitele a praktiky s cílem vyvinout nápady pro občanskou obnovu. Jeho dřívější práce zahrnovala výzkum komparativních politických elit, italské politiky a globalizace.

## Sociální kapitál
„Sociální kapitál má podobu sociální organizace, např. důvěra, normy a sítě, díky nimž je možné zlepšit efektivitu společnosti a usnadnění koordinace“
Sociální kapitál mohou vytvářet pouze horizontální vztahy, jako jsou občanské vztahy v dobrovolnických organizacích. Vertikální vztahy, například vztahy mezi klienty a jejich vztah vůči vedoucí osobě, ničí sociální kapitál, protože znamenají závislost, která dává vzniknout nedorozuměním mezi klienty, jelikož soupeří o přízeň vedoucí osoby. Ve spojitosti s horizontálními vztahy se Putnam zabýval dobrovolnickými organizacemi, které organizují lidi do horizontálních vztahů z důvodu vzájemné pomoci nebo kvůli podpoře společné věci. Tyto organizace jsou podle něj důležitými zdroji všeobecné důvěry ve společnost. Lidé se v dobrovolnických organizacích učí návykům spolupráce, které jsou nezbytným prostředkem pro demokratickou politickou činnost a ekonomicky prosperující společnost.
Jednou ze základních myšlenek sociálního kapitálu je, že synergické efekty vznikají, když jednotlivci dělají určité věci společně v místních asociacích nebo v jiných méně formálních kontextech. Jako vedlejší produkt se zlepšují mezilidské vztahy, díky čemuž se lidé v procesu mění na lepší občany. Putnam se zaměřuje na skupiny, jako jsou pěvecké sbory, nebo amatérské fotbalové kluby, ale nezaměřuje se na tradiční a nová sociální hnutí nebo organizace. Díky organizacím se vyváří důvěra. Důvěra je všeobecné přesvědčení, že člověk se může spolehnout na budoucí jednání druhých - že laskavost je vrácena a obchody jsou udržovány. Důvěra je sama o sobě součástí prosperity. V důvěryhodných společnostech se udržují čestné kruhy, ať už jde o hospodářský rozvoj, politickou spolupráci nebo dobré instituce. Důvěra je součástí dohody, která zahrnuje i jiné lidské vlastnosti. Jednou z nich je tolerance nebo schopnost žít s rozdílem. Další je solidarita nebo vůle nejen dělat věci pro druhé, ale také cítit povinnosti vůči konkrétní skupině druhých.

### Pokles sociálního kapitálu ve společnosti
Putnam si všímá dlouhodobého úbytku sociálního kapitálu ve společnosti, tedy že klesají vzájemné závazky či vzájemná důvěra ve společnosti. Tento trend spojuje do velké míry se vzestupem televize. Jako jeden z důvodů, kterými se snažil podložit své tvrzení o škodlivosti televize vůči sociálnímu kapitálu, Putnam upozorňuje na účinek obsahu pořadů na diváky. Například lidé, kteří tráví sledováním televize mnoho hodin, mají výrazně skeptičtější názor na laskavost druhých lidí a přeceňují míru. Putnam úbytek sociálního kapitálu uvádí také na příkladu s bowlingovými drahami. Na tomto příkladu upozorňuje, že přestože hraje bowling stále více lidí, tak v posledním desetiletí došlo k poklesu hraní bowlingu v organizovaných ligách. Naopak výrazně stoupl počet lidí, kteří chodit hrát bowling sami.  Problém tohoto fenoménu Putnam dokazuje na příkladu spotřeby piva. Putnam uvedl, že hráči, kteří chodí hrát bowling závodně, zkonzumují třikrát více piva a pizzy než sóloví hráči. To naznačuje, že týmoví hráči stráví mnohem více času společenskými aktivitami jako například diskuzemi o politice či občanských záležitostech. Putnam nepoukazuje pouze na pokles hraní organizovaných soutěží bowlingů, ale že k poklesku došlo v členství v organizacích všeho druhu. A to k poklesu poměrně výraznému. Putnam uvedl, že od 70. let 20. století došlo k poklesu o 25 %. A úbytek sociálního kapitálu nekončí o menší angažovanosti v různých organizacích. Stále více lidí uvádí, že se nestýká se svými sousedy nebo obecně lidem nevěří. Na základě tohoto došel Putnam ve své práci Making democracy work k důležité tezi, že „fungující demokracie“ je výsledkem místních sítí aktivních občanů. Práce je podporována kombinací údajů z průzkumu, ekonomické statistiky, regresní analýzy, elitních rozhovorů a široké makrohistorie. Kniha byla okamžitým úspěchem a brzy se stala standardní referencí k obratu k občanské společnosti v literatuře sociálních věd.

### Přemosťovací kapitál
Díky přemosťovacímu kapitálu, který spočívá ve spojení se s lidmi jiných ideálů a názorů, než jsou ty vaše, je možnost snížit komunální napětí v různých společnostech. Být přáteli s lidmi s jiným vyznáním, jiné rasy nebo třídy může omezit nedorozumění napříč dělicími liniemi za předpokladu, že lidé mají schopnost zobecnit se od jednotlivců, které znají, ke skupinám, ke kterým tito lidé patří.  Ovšem Putnam naznačil, že sousedská, etnická a třídní rozmanitost způsobuje (alespoň ve Spojených státech) sociální izolaci a nedůvěru. To vyvolává pochybnosti o jeho tvrzení, že přemostění sociálního kapitálu může sloužit jako nezávislá proměnná, která vyvolává rostoucí toleranci.

## Bowling Alone a American Grace: How Religion Divides and Unites US
V díle Bowling Alone nevidí sociální sítě jako relativně neměnné, v této knize se pokouší ukázat, jak se zdraví dobrovolnických organizací v Americe od konce 60. let minulého století, po dosažení vrcholného bodu v poválečném období, zhoršuje a zadruhé zkoumá, co způsobuje tyto změny. První příčinou, kterou identifikuje, je pomíjení vysoce občanské generace, která přišla za druhé světové války. Dalšími příčinami jsou doba dojíždění, zvyšující se pohyb žen na trhu práce a nárůst sledovanosti televize, který zabral čas dříve věnovaný účasti v dobrovolnických organizacích.
Putnam tvrdí, že úbytek dobrovolných organizací v USA je pro budoucí zdraví americké demokracie špatný. Tato tvrzení byla vysoce zpochybněna. Bylo například zpochybněno, zda účast v dobrovolnických organizacích pomohla socializovat lidi do prosociálních hodnot, jak tvrdil Putnam. Možná tyto organizace přitahovaly lidi s takovými hodnotami, takže kauzální spojení probíhalo opačným směrem. Putnam na tyto kritiky odpověděl tím, že tuto socializační funkci mohou plnit i více neformální typy sociálních sítí, jako jsou přátelské skupiny a sousedské schůzky.  Postupem času se stal skeptičtějším ohledně pozitivních účinků sekulárních dobrovolnických organizací.
Putnam a Campbell (2010) ve své knize o náboženství v Americe zvláště zajímají o důkazy o rostoucím množství přemosťujícího sociálního kapitálu napříč náboženskými rozdíly. To se projevuje v nárůstu nábožensky rozmanitých manželství, sousedství a přátelských kruhů Tvrdí, že to vede ke zvyšující se toleranci lidí napříč náboženskými rozdíly. Podle Putnama a Campbella (2010) je příčinná souvislost od rozmanitých sociálních sítí ke zvyšujícímu se přijímání a ne naopak. Odmítají také alternativní vysvětlení, že úbytek náboženských nepřátelství je způsoben poklesem religiozity. Měnící se povaha náboženských sociálních sítí měla také další pozitivní spinoff: náboženské souvislosti se stále více různily z hlediska rasy a třídy, což pomáhá snižovat intenzitu rasových a třídních divizí. To je další příklad přemostění sociálního kapitálu, který vytváří větší toleranci.

## Uznání

### Ocenění
V roce 2004 ho prezident Italské republiky učinil velitelem Řádu hvězdy italské solidarity. V roce 2006 mu byla udělena cena Johna Skytteho v politologii. Obdržel také od Yale Graduate School of Arts and Sciences medaili Wilbura Luciuse Crosse. V roce 1999 držel pozici Marshalla Lecturera na University of Cambridge a byl vyznamenán cenou Ithiel de Sola Pool Award and Lectureship Americké asociace politických věd.
Získal čestné tituly na University of Stockholm (v roce 1993), Ohijské státní univerzitě (2000), University of Antwerp (také 2000), University of Edinburgh (2003), Libera Università Internazionale degli Studi Sociali Guido Carli (2011), University of Oxford (2018) a University College London (2019).
V roce 2013 byl prezidentem Barackem Obamou vyznamenán medailí za humanitní vědy za „prohloubení našeho porozumění komunitě v Americe“.
V roce 2005 byl vyznamenán Universitou v Bologni medailí ISA za výzkumnou činnost vyznačující se vynikající kvalitou a vědeckým přínosem.